# Brett Butler
Brett Butler (født 30. januar 1958 i Montgomery, Alabama) er en amerikansk skuespillerinde og stand-up-komiker.
Hun havde hovedrollen i tv-serien Grace Under Fire i 1990'erne.

## Ekstern kilde/henvisning
- Brett Butler på Internet Movie Database (engelsk)
- Brett Butler på AlloCiné (fransk)
- Brett Butler på AllMovie (engelsk)
- Brett Butler på The Movie Database (engelsk)